# Сынтас (городская администрация Аксу)
Сынтас (каз. Сынтас, до 199? г. — Потанино) — село в Павлодарской области Казахстана. Находится в подчинении городской администрации Аксу. Входит в состав Айнакольского сельского округа. Код КАТО — 551633400.

## Население
В 1999 году население села составляло 182 человека (86 мужчин и 96 женщин). По данным переписи 2009 года, в селе проживали 153 человека (73 мужчины и 80 женщин).